# تشاك ماكنزي
تشاك ماكنزي (بالإنجليزية: Chuck McKenzie)‏ هو كاتب أسترالي، ولد في 1970 في ملبورن في أستراليا.